# إد بيلي
إد بيلي (بالإنجليزية: Ed Bailey) هو لاعب كرة قاعدة وسياسي أمريكي، ولد في 15 أبريل 1931 في الولايات المتحدة، وتوفي في 23 مارس 2007 بنوكسفيل في الولايات المتحدة بسبب سرطان المريء.

## روابط خارجية
- إد بيلي على موقعبيزبول رفرنس.كوم (الدوري الرئيسي) (الإنجليزية)
- إد بيلي على موقعبيزبول رفرنس.كوم (الدوري الثانوي) (الإنجليزية)
- إد بيلي على موقع مشجعي الرسوم البيانية (الإنجليزية)
- إد بيلي على موقع قاعة تينيسي للمشاهير الرياضية (الإنجليزية)